# Puținei (okręg Dolj)
Puținei – wieś w Rumunii, w okręgu Dolj, w gminie Tălpaș. W 2011 roku liczyła 65 mieszkańców.